# Annagreta Aldurén-Nordin
Annagreta Aldurén-Nordin, född 3 maj 1918 i Linköping, död 4 januari 2006 i Solna, var en svensk konstnär.
Hon var dotter till seminarielärare Konstantin Nordin och Anna Nordlander samt från 1944 gift med löjtnanten Åke Aldurén (1918–2001), sedermera Karolinskas sjukhusdirektör.
Aldurén-Nordin studerade vid Tekniska skolan i Stockholm 1937–1939 och konstskolan Die Form i München 1939 samt Högre konstindustriella skolan i Stockholm 1939–1942.
Hon arbetade först med reklamteckning men övergav denna verksamhet för att kunna arbeta med konst på heltid. Hon debuterade i en utställning med bara pastellmålningar på Frimurarhotellet i Linköping 1948. Hon medverkade i Östgöta konstförenings sommarutställningar.
Aldurén-Nordin hade utställningar hos bland annat Klostergalleriet i Gamla Stan 1989, Bergshamra museum och Solna stadshus. Hon hade även några målningar med på 1994 års Swedish Art Exhibition i New York tillsammans med bland andra Peder Norrlin, Beryl Kornhill, Leif Adamsson och Barbara Berg.
Makarna Aldurén är begravda på Solna kyrkogård.